# Clambus hastatus
Clambus hastatus is een keversoort uit de familie oprolkogeltjes (Clambidae). De wetenschappelijke naam van de soort werd in 1961 gepubliceerd door Sebastian Endrödy-Younga.